# NGC 805
NGC 805 是三角座的一個透镜星系。它距離地球约1.94亿光年。 1864年9月26日，德国天文学家海因里希·路易·达雷在哥本哈根通過11英寸的折射望远镜发现該天體。